# اریک برکینک
اریک برکینک (هلندی: Erik Breukink؛ زادهٔ ۱ آوریل ۱۹۶۴) دوچرخه‌سوار اهل هلند است.